# Lubliniec (Ukraina)
Lubliniec (ukr. Люблинець) – osiedle typu miejskiego na Ukrainie w rejonie kowelskim obwodu wołyńskiego.
Znajduje się tu stacja kolejowa Lubliniec Wołyński, położona na linii Lwów – Sapieżanka – Kowel.

## Historia
Prawa osiedla typu miejskiego od 1987 r.
W 1989 liczyło 3374 mieszkańców.
W 2013 liczyło 4483 mieszkańców.